# Zdzisław Krzywicki
Zdzisław Krzywicki (ur. 2 sierpnia 1938 w Warszawie, zm. 1 maja 2020) – polski śpiewak związany z Teatrem Wielkim w Łodzi, profesor Akademii Muzycznej w Łodzi.

## Życiorys
Krzywicki był absolwentem kierunku śpiew solowy w Państwowej Wyższej Szkole Muzycznej w Warszawie, gdzie uczył się w klasie Magdaleny Halfter. Podczas studiów uczestniczył w koncertach Warszawskiego Towarzystwa Muzycznego i Estrady Kameralnej Filharmonii Narodowej. Po ukończeniu studiów w 1967 rozpoczął pracę w Teatrze Wielkim w Łodzi.
W 1969 został wykładowcą Państwowej Wyższej Szkole Muzycznej w Łodzi na wydziale wokalno-aktorskim. W latach 1985–1990 był prodziekanem Wydziału Wokalno-Aktorskiego. Następnie w 1990 został mianowany profesorem nadzwyczajnym, a w 1994 profesorem zwyczajnym. W latach 1999–2002 był kierownikiem Katedry Wokalistyki. Do absolwentów prowadzonej przez Krzywickiego klasy śpiewu należą śpiewacy tacy jak m.in.: Jolanta Bibel, Krzysztof Bednarek, Zbigniew Macias, Dariusz Walendowski, Włodzimierz Zalewski.
Z zespołem Teatru Wielkiego Krzywicki odbywał liczne zagraniczne tournèes, śpiewając czołowe partie m.in. w Austrii, Bułgarii, Czechosłowacji, Finlandii, Grecji, Jugosławii, NRD, RFN, Szwajcarii i ZSRR. Ponadto współpracował z łódzką rozgłośnią radiową, nagrywając cykle pieśni m.in. Beethovena, Czajkowskiego i Schuberta. Krzywicki uczestniczył w wielu festiwalach muzycznych, m.in. Festiwalu im. Jana Kiepury w Krynicy, Festiwalu im. Stanisława Moniuszki w Kudowie, Festiwalach Organowych w Koszalinie, Darłowie, Łodzi oraz w Festiwalu Gwiazd w Operze Leśnej w Sopocie.
Krzywicki został pochowany na cmentarzu w Aleksandrowie Łódzkim.

## Role
W zespole Teatru Wielkiego Krzywicki zagrał ponad 60 ról, w tym m.in.:
- „Straszny dwór” – jako Zbigniew[3][1],
- „Halka” – jako Dziemba,
- „Don Carlos” – jako Filip II,
- „Kniaź Igor” – jako Halicki,
- „Dama Pikowa” – jako Tomski,
- „Eugeniusz Oniegin” – jako Gremin,
- „Borys Godunow” – jako Pimen,
- „Fidelio” – jako Rocco,
- „Cyrulik sewilski” – jako Bartolo[5][4],
- „Carmen” – jako Escamillo,
- „Faust” – jako Mefistofeles,
- „Tragedyja albo rzecz o Janie i Herodzie” – jako Herod,
- „Maria Stuarda” – jako Bothwell,
- „Lord Jim” – jako Cornelius[3][1].

## Odznaczenia
- Odznaka „Zasłużony Działacz Kultury” (1976),
- Złoty Krzyż Zasługi (1984),
- Srebrny Medal „Zasłużony Kulturze Gloria Artis” (2006)[8][9][5].
- Krzyż Kawalerski Orderu Odrodzenia Polski[5],
- Srebrny Krzyż Zasługi[1][4].

## Nagrody
- Druga Nagroda w XIV Międzynarodowym Konkursie Wokalnym w Tuluzie i Puchar Paryża (1967),
- Złoty Medal na Festiwalu Laureatów Międzynarodowych Konkursów Wokalnych w Plewen (1971),
- Nagroda Ministra Kultury i Sztuki (1982) za osiągnięcia artystyczne i pedagogiczne[5][1].